# Дельман Володимир Ісакович
Володимир Ісакович Дельман (рос. Владимир Исаакович Дельман, італ. Vladimir Delman нар. 26 січня 1923, Ленінград — 28 серпня 1994, Болонья) — радянський та італійський диригент.
В 1972—1974 роках диригент Камерного музичного театру, під його керівництвом пройшов перший спектакль театру — опера Родіона Щедріна «Не тільки любов». і відродження на радянській сцені опери Дмитра Шостаковича «Ніс».
В 1974 р. емігрував з СРСР і оселився в Італії. В 1980—1983 рр.. головний диригент Театро Коммунале в Болоньї. В 1993 році заснував Міланський симфонічний оркестр імені Джузеппе Верді.
Лауреат Премії Франко Абб'яті (1991).
Помер від раку.